# Aurélien Pontier
Aurélien Pontier, né en 1981 à Paris, est un pianiste français.

## Biographie

### Formation et concours
Né dans une famille de musiciens, c'est d'abord le violon que choisit Aurélien Pontier, après avoir écouté le concerto de Brahms par Itzhak Perlman avec Carlo Maria Giulini, à l'âge de quatre ans. Il délaissera vite cet instrument pour commencer l'apprentissage du piano auprès de la pianiste espagnole Marta Zabaleta. Remarqué très tôt par Emmanuel Krivine, il est engagé à jouer le Premier concerto de Chopin à l’âge de douze ans avec l’Orchestre National de Lyon. A treize ans, il intègre le Conservatoire National Supérieur de Musique de Paris dans la classe de Jean-Francois Heisser et Rena Cherechevskaia, plus jeune étudiant de cette institution. Il en ressort avec un premier prix de piano et de musique de chambre.
Il se perfectionne ensuite auprès de Murray Perahia, Maria Joao Pires, Konstantin Bogino, et Oksana Yablonskaya. Il remporte à l’unanimité les premiers prix du concours Vladimir Krainev (Kiev, Ukraine) en 1998, et Chioggia (Italie) en 2004.

### Carrière
Il fait ses débuts à l’Opéra de Paris à l’âge de neuf ans, à l'occasion du jubilé du danseur étoile Jean Guizerix.
À la fois soliste et partenaire de musique de chambre, il s’est notamment produit à la Grande Salle Tchaïkovski du Conservatoire de Moscou, à la Philharmonie de Kiev, à l’Opéra Garnier, à l’Auditorium du Louvre, à la Fondation Louis Vuitton, aux Invalides, ainsi que dans de nombreux festivals,, comme le festival de Montpellier Radio-France, Les Lisztomanias, le Septembre musical de l'Orne, ou le festival de musique de Menton.
Il partage la scène avec des chefs et musiciens prestigieux tels que Enrique Mazzola, Sylvain Cambreling, Marc Coppey, David Grimal, Bruno Rigutto, le quatuor Aviv, Dana Ciocarlie, Marina Chiche, Anastasia Kobekina, Liana Gourdjia, Lise Berthaud, Marie Chilemme, Alexandre et Aurélien Pascal, Pierre Génisson, Raquel Camarinha, Alexandre Tharaud, Roger Tapping, François Le Roux, Olivia Gay, Francois Salque, ou Raphaël Sévère.
Il a plusieurs fois joué en direct à la radio pour Radio-Classique et pour France-Musique.
En 2019, son premier enregistrement pour Ilona Records consacré aux Paraphrases d'opéras de Liszt obtient un Choc du Magazine Classica, qui décrit son jeu comme celui "de Méphisto en personne".
Il participe en 2019 à l'enregistrement des pièces de jeunesse de Beethoven, dans l'intégrale Beethoven publiée chez Warner Classics, à l'occasion des 250 ans de la naissance du compositeur.
Il enregistre, toujours pour Warner Classics, la collection digitale "My Piano Library" en son immersif Dolby Atmos.
En 2020 sort "Post-Scriptum", un programme de bis avec la violoniste Marina Chiche, pour le label NoMad Music.
"Vienna: Joyful Apocalypse" est le nom de son dernier opus paru chez Warner Classics en 2024, qui dépeint les dernières années de la Vienne Impériale, de Johann Strauss à Mahler, avec notamment la Valse de Ravel.
Aurélien Pontier est un artiste de la maison Steinway depuis 2022.

### Famille
Son père, Pierre Pontier, est lui-même pianiste et pédagogue; il a enseigné au Conservatoire national supérieur de musique et de danse de Lyon de 1981 à 2009.

### Récompenses
2019: Liszt: Paraphrases d'opéras - Choc Classica / 4 Diapasons
2021: Post-Scriptum, avec Marina Chiche - 5 étoiles Classica / 4 Diapasons
2024: Vienna: Joyful Apocalypse -  4 étoiles Classica / 4 Diapasons

## Discographie
2013: Violin Showcase, avec Mathieu Arama (Brilliant Classics)
2019: Liszt: Paraphrases d'opéras (Ilona Records) LR91774223 
2019: Beethoven, The Complete Works (Warner Classics)
2021: Post-Scriptum, avec Marina Chiche (NoMadMusic)
2021: 3D Piano Collection / My Piano Library (Warner Classics)
2024: Vienna: Joyful Apocalypse (Warner Classics)  B0CP9V93YW
2024: Ravel: Les Musiques de Boléro - Le Mystère Ravel - un film d'Anne Fontaine (Warner Classics) 